# Charles Brown
Charles Brown (Onarga, 12 de março de 1867 — Onarga, 7 de junho de 1937) foi um atleta estadunidense que competiu em provas de roque.
Brown é o detentor de uma medalha olímpica, conquistada na edição norte-americana, os Jogos de St. Louis, em 1904. Nesta ocasião, foi superado pelos compatriotas Charles Jacobus, vencedor da prova, e Smith Streeter, para encerrar como terceiro colocado.